# Neoerastria undulifera
Neoerastria undulifera là một loài bướm đêm trong họ Noctuidae.